# Església de l'Exaltació de la Santa Creu de Pătrăuți
L'Església de l'Exaltació de la Santa Creu de Pătrăuți és una església fundada l'any 1487 pel governant moldau Ștefan cel Mare al poble de Pătrăuți a la comuna del mateix nom (comtat de Suceava). Es considera l'església més antiga fundada per Esteve el Gran, que encara es conserva en la seva forma original.
El conjunt de l'església "L'Exaltació de la Santa Creu" de Pătrăuți va ser inclòs a la llista de monuments històrics del comtat de Suceava des de l'any 2015 a la posició 314, amb el codi de classificació SV-II-aA-05581. Consta de dos objectius:
- L'Església de l'Exaltació de la Santa Creu - construïda l'any 1487 i amb el codi SV-II-mA-05581.01 i
- Campanar de fusta - datat de 1725 i codi SV-II-mA-05581.02

El 1993, l'Organització de les Nacions Unides per a l'Educació, la Ciència i la Cultura (UNESCO) va incloure l'Església de l'Exaltació de la Santa Creu de Pătrăuți, juntament amb altres set esglésies del nord de Moldàvia (Arbore, Humor, Moldovița, Probota, "Sant Joan el Nou ”De Suceava, Voroneț i Sucevița), a la llista del patrimoni cultural mundial, al grup Esglésies pintades del nord de Moldàvia.

## Història de l'Església

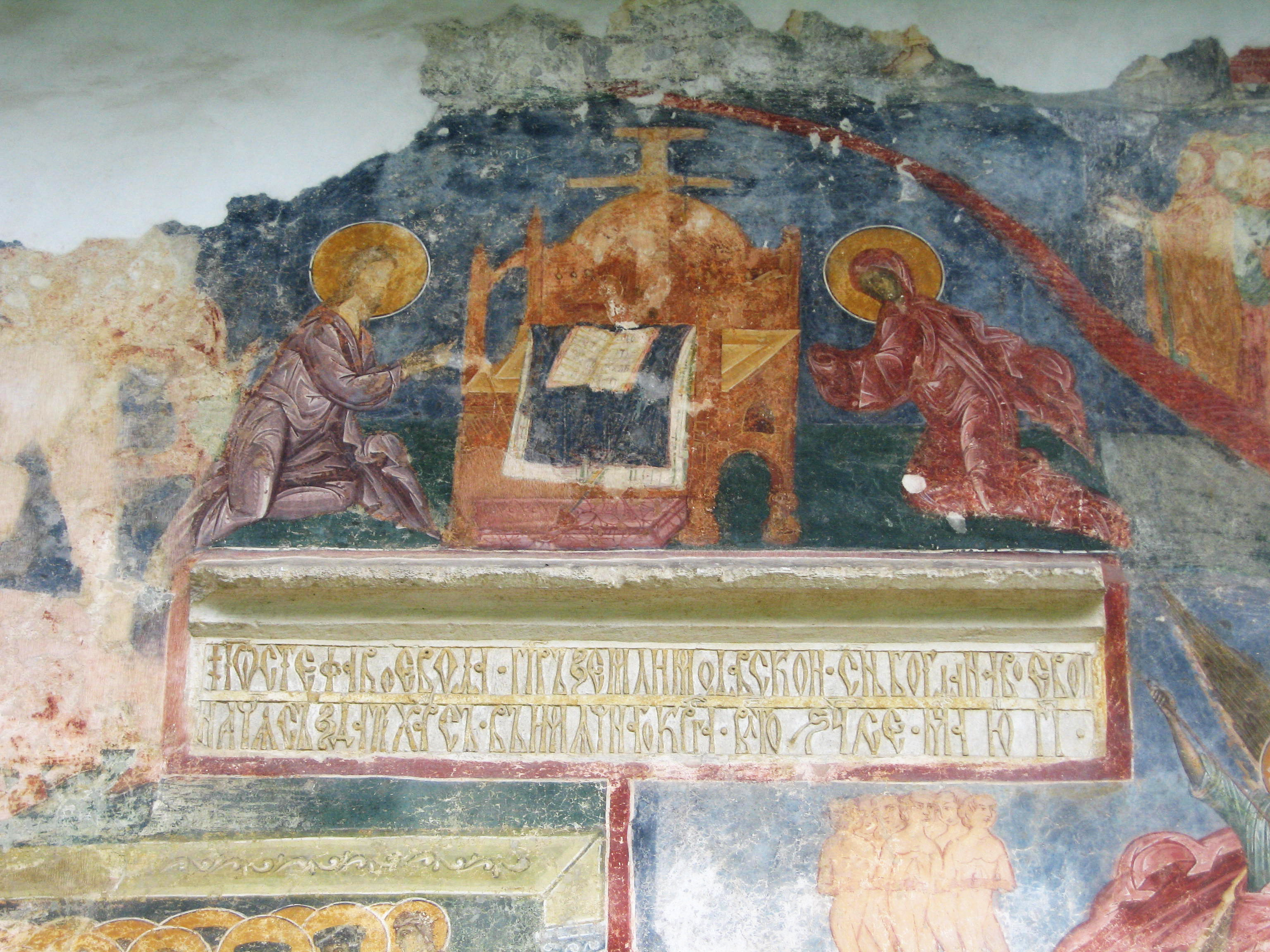
L'escriptura de l'església

El poble de Pătrăuți està documentat en els anys 1429-1432, durant el regnat d'Alexandre el Bo (1400-1432), però afirma la seva existència des de la fundació de l'estat feudal de Moldàvia. Segons la tradició local, el poble va ser fundat l'any 1330 per un tal Pătru. La ciutat està situada a una distància de 10 km de la ciutat de Suceava, l'antiga capital de Moldàvia a l'època d'Etienne el Gran.
L'església "Exaltació de la Santa Creu" de Pătrăuți va ser fundada el 1487 pel governant moldau Ștefan cel Mare (1457-1504). A sobre de la porta d'entrada hi ha un rètol eslavó amb el text següent: "Io Ștefan Voievod, fill de Bogdan Voievod, va començar a construir aquest patró en nom de la creu honesta l'any 6995 el 12 de juny".
L'Església Estefaniana de Pătrăuți és l'església més antiga fundada per Esteve el Gran, que encara avui es conserva en la seva forma original. Les esglésies construïdes anteriorment per Esteve el Gran han estat destruïdes amb el temps i reconstruïdes. L'antiga església del monestir de Putna, construïda entre 1469-1470, va ser destruïda pels cosacs el 1654 i després reconstruïda, i l'església "Sant Procopi" de Bădeuți, la construcció de la qual havia començat quatre dies abans (8 de juny de 1487), va ser destruït pels austríacs el 1916.
Esteve el Gran va fundar aquí l'únic convent de monges establert durant el seu regnat. Molt probablement estava destinat a l'atenció dels ferits dels combats prop de la Seu de Suceava. El voivode fundador va donar al monestir de Pătrăuți les finques de Pătrăuți i Mihoveni, llibres i vasos de l'església, però l'assentament monàstic va ser saquejat ja al segle XVI.
A causa de la duresa dels temps, el monestir va ser abandonat repetidament. Va ser saquejat pels cosacs, els tàrtars i després els polonesos (el 1684). Així, al portal de l'entrada a la nau es veuen les empremtes deixades per les armes d'assalt, i es van fer malbé els arrebossats dels arcs i voltes de l'altar i del nàrtex. El bisbe Calistru de Rădăuți (1708-1728) va reparar l'església i va restablir el 1711 el convent de monges de Pătrăuți, però només durant un període de diverses dècades. L'any 1725 es va construir un campanar de fusta a ponent de l'edifici de l'església, que encara es conserva.
El gener de 1775, arran de la seva actitud neutral durant el conflicte militar entre Turquia i Rússia (1768-1774), l'Imperi Habsburg (actual Àustria) va rebre part del territori de Moldàvia, conegut com l'Imperi Habsburg Bucovina. Després de l'annexió de Bucovina per l'Imperi dels Habsburg el 1775, la ciutat de Pătrăuți va formar part del Ducat de Bucovina, governat pels austríacs, part del districte de Suceava (en germană Suczawa).
Les autoritats dels Habsburg van abolir el Monestir de les Monges de Pătrăuți sobre la base de l'Ordenança Imperial del 19 de juny de 1783 de l'emperador Josep II (1780-1790), passant totes les terres i fons administrats per la Diòcesi de Rădăuți "sota el govern de l'emperador". Després de la dissolució del monestir, les cel·les van quedar gairebé completament arruïnades. L'església es va transformar en església parroquial, situació en la qual es troba encara avui.
El 1993, l'Organització de les Nacions Unides per a l'Educació, la Ciència i la Cultura (UNESCO) va incloure l'Església de l'Exaltació de la Santa Creu de Pătrăuți a la llista del patrimoni cultural mundial, en el grup Esglésies pintades al nord de Moldàvia. L'església de Pătrăuți és l'església ortodoxa monumental més antiga de Romania de la UNESCO.
A partir de la tardor de 2003, es van iniciar àmplies obres de restauració de l'església "Ascensió de la Santa Creu" de Pătrăuți. De sota la pols i el fum, van sortir a la llum superfícies interiors de frescos d'un valor artístic i històric inestimable. Les obres van ser finançades principalment pel Ministeri de Cultura, i la restauració dels frescos la porta a terme l'empresa Patrimoniu SRL de Bucarest, sota la coordinació del professor Ioan Chiriac.
Durant les obres de consolidació del lloc de culte, els oficis es van oficiar en una església de fusta propera. L'any 2004, amb motiu de la commemoració del 500 aniversari de la mort del Gran Duc de Moldàvia, Esteve el Gran, l'arquebisbe Pimen Zainea de Suceava i Radauti van ordenar la construcció de 6 petites esglésies de fusta on oficiar els serveis eclesiàstics durant la restauració de les esglésies monument històric (a Arbore, Baia, Bălinești, Părhăuți, Pătrăuți i Sfântu Ilie).

## Descripció de l'església

### Arquitectura
L'església "Ascensió de la Santa Creu" de Pătrăuți és una construcció tricònica, amb una torre a la nau. L'edifici és de pedra crua, i al nàrtex s'alternen les capes de pedra amb fileres de maons. La coberta és de teules, amb pendent.
El pedestal de l'església és molt poc pronunciat. Els absis laterals i l'absis de l'altar són semicirculars per dins i poligonals per fora. A l'exterior, els tres absis tenen nínxols allargats (cinc als absis laterals, i set a l'absis de l'altar), damunt dels quals hi ha una filera de plaques quadrades de ceràmica vidriada verda i una filera d'ocnites. Així mateix, la torre de l'església, que descansa sobre una base quadrada parcialment soterrada a la coberta de l'edifici, està decorada amb 12 nínxols, una filera de rajoles vidriades verdes i una filera d'ocnites.
Els marcs i portals tenen perfils gòtics. L'església està il·luminada per nou finestres rectangulars amb varetes que s'entrecreuen. Les finestres es disposen de la següent manera: una als murs longitudinals del nàrtex, una als eixos dels absis laterals i una a l'eix de l'absis de l'altar, més quatre més als quatre punts cardinals de la torre.
L'interior de l'església està dividit en tres estances: nàrtex, nau i altar. A l'interior del lloc de culte s'accedeix per una porta disposada al mur occidental del nàrtex. El portal de la porta d'entrada és d'estil gòtic; té un marc d'arc trencat amb portes i arquivolta perfilada. El nàrtex té forma quadrada, essent voltat amb un casquet esfèric col·locat sobre quatre arcs de la consola i penjolls. El nàrtex està separat de la nau per un mur perforat per una obertura rectangular amb varetes que s'entrecreuen. La nau té forma rectangular. L'altar semicircular està emmarcat pels nínxols de la proscomídia i el diacònicon.

### Iconografia

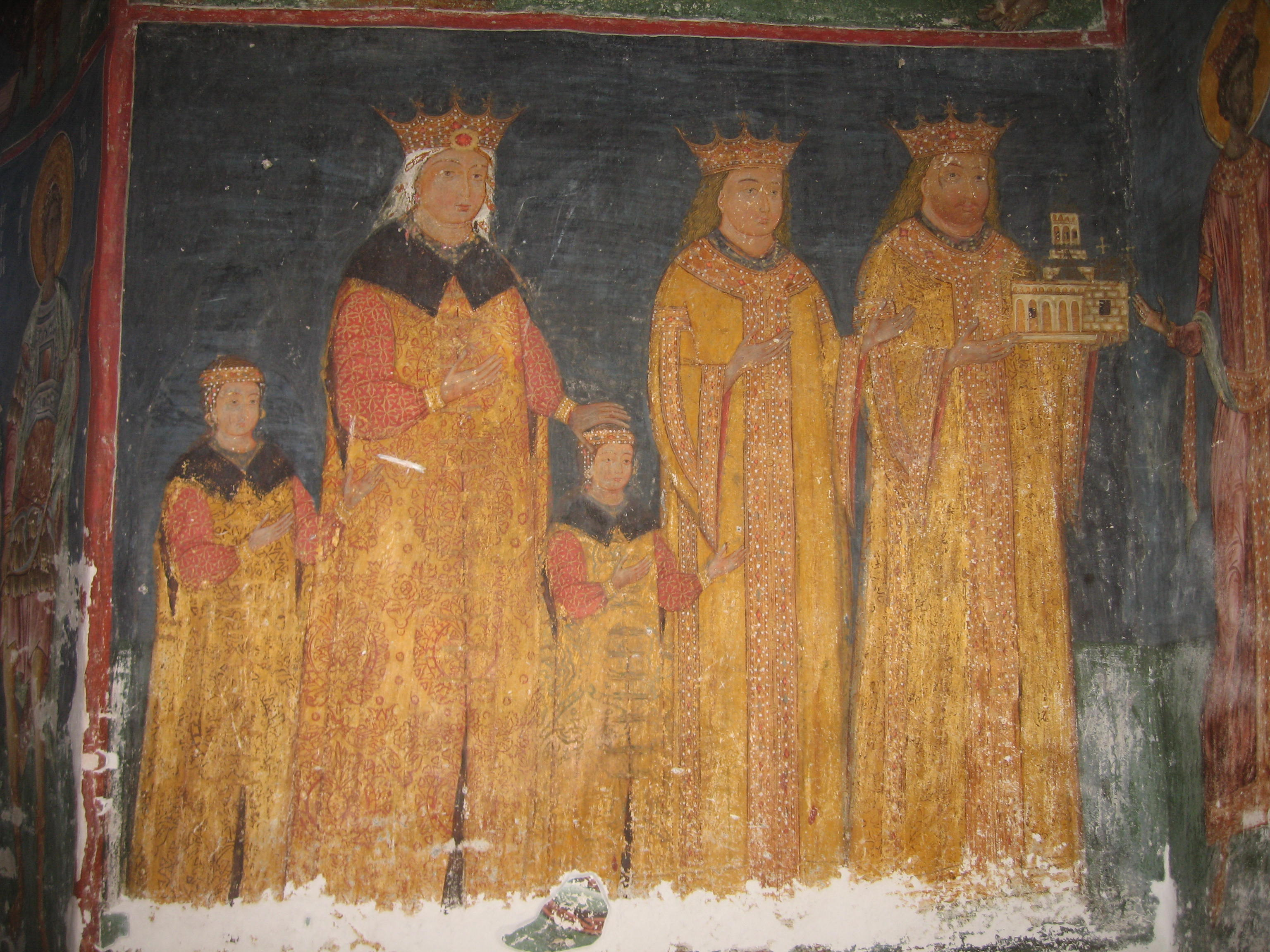
El quadre votiu

La pintura exterior de Pătrăuți es va descobrir als anys 80 del segle xx. Per iniciativa del professor Vasile Drăguț, es va dur a terme una investigació, després de la qual cosa es va descobrir que l'església estava pintada a l'exterior només al mur occidental, al voltant del portal gòtic d'entrada a l'església. La pintura exterior es va cobrir posteriorment amb una capa de guix. Els treballs de restauració realitzats aleshores van permetre estalviar grans superfícies de pintura exterior.
L'escena del mur oest de l'església és "El judici final". Aquesta escena mostra la batalla entre àngels i dimonis per jutjar la gent. Balança és més pesada per al cel, tot i que els dimonis intenten tirar-la a l'infern. Inicialment, la pintura exterior es va datar al segle xvi, els murs exteriors de diverses esglésies de Moldàvia es van pintar durant el regnat de Petru Rareș (1527-1538, 1541-1546). El descobriment de la pintura exterior de l'època d'Esteve el Gran a l'església del monestir de Voroneț, així com la restauració de la pintura interior, van determinar la datació al segle xv de la pintura exterior de Pătrăuți, que es considera la pintura exterior més antiga de l'església a Moldàvia.
La pintura interior és d'una gran qualitat artística i data de l'època d'Esteve el Gran. Amb el temps (als segles xvi i XIX), els frescos es van malmetre i es van fumar per les espelmes, alguns dels quals van patir algunes alteracions. La pintura mural va ser restaurada entre 2003 i 2010, sota la capa negra de fum que revelava pintures realitzades durant el regnat d'Esteve el Gran. El fresc amb el tema "Resurrecció" es considera un dels murals més antics de Romania. Segons els museògrafs, els frescos van ser realitzats per un pintor grec arranjat per Esteve el Gran, al voltant del qual es va formar l'escola de pintura moldava.
La pintura d'interior es distingeix per escenes de gran bellesa, amb temàtiques singulars o amb aproximacions extraordinàries a alguns temes clàssics, el color predominant és l'ocre daurat, conegut com el "Groc dels quadrats". Entre els murals que decoren les parets interiors hi ha, a través del domini de la composició i la precisió del dibuix, la pintura votiva i la "Cavalcada de la Santa Creu" - en al·lusió a les lluites antiotomanes d'aquella època.
A la paret occidental del nàrtex hi ha la gran composició "Cavalcada de la Santa Creu" (o "Cavalcada de l'emperador Constantí el Gran"), considerada com la pintura més important de tot el conjunt pictòric de Pătrăuți. Aquesta escena no es troba a la pintura religiosa d'altres països ortodoxos, i a Moldàvia només apareix a l'Església d'Arbore. La composició de Pătrăuți representa una processó simbòlica de 16 sants militars a cavall, acompanyant l'emperador Constantí el Gran (que porta la corona i la dalmàtica d'un emperador romà), a qui Sant Arcàngel Miquel mostra la creu apareguda al cel. Segons Eusebi de Cesarea, de camí cap a Roma, la vigília de la batalla de Pons Milvi contra Maxenci, l'emperador Constantí va veure sobre el sol posar una creu lluminosa acompanyada de les paraules "In hoc signo vinces" (en română Amb aquest signe guanyaràs).
Els 16 sants militars (Jordi, Demetri, els dos Teodores, Procopi, Mercuri, Nèstor, Parteni, Eustratia, etc.) van ser assassinats durant les persecucions anticristianes; estan representats a cavall i armats. Aquesta representació pictòrica no és una escena històrica, sinó una escena que té lloc al cel.
L'historiador de l'art medieval i romà d'Orient André Grabar va analitzar el sentit al·legòric d'aquesta escena, veient en aquesta cavalcada una exhortació a la croada contra els turcs, exhortació que el príncep Esteve el Gran va dirigir reiteradament a tota la cristiandat de l'època. De fet, és una invocació de l'Exèrcit celestial convocat pel governant en suport dels seus exèrcits terrenals que lluiten per la preservació de la identitat cristiana davant els turcs.
A diferència de la "Cavalcada de la Santa Creu", la resta de pintures del nàrtex han estat restaurades. A la nau hi ha la pintura votiva en la qual es representa Esteve el Gran oferint l'església del Salvador Jesucrist, per intercessió del Sant emperador Constantí el Gran. El governant és seguit per la seva dona, Maria Voichița, el seu fill Bogdan III i la senyoreta Maria i Ana. Esteve el Gran té els cabells rossos i un fi bigoti vermellós, porta una corona al cap i una capa de brocat a les espatlles. El fill del príncep, Bogdan III, porta la mateixa corona al cap que el seu pare, així com la mateixa insígnia reial a la roba.
Els historiadors de l'art assumeixen que la pintura votiva va ser repintada entre 1496 i 1499, com ho demostra l'existència d'una escletxa al fons del quadre. És possible que Alexandre, fill d'Esteve el Gran i successor del regnat durant la construcció de l'església, també fos pintat originalment. No obstant això, va morir el 1496, el que va portar al nomenament de Bogdan com el seu successor al tron. En aquest quadre també apareix la senyoreta Ana, que se sap que va morir l'any 1499, però que ja no està representada en el quadre votiu fet cap a l'any 1500 a l'església del monestir de Voroneț.
A les parets de la nau hi ha pintada la Passió de Jesús, sota la qual hi ha un registre de sants i màrtirs. A la cúpula de la torre hi ha Jesús Pantocràtor, i als penjolls hi ha els quatre evangelistes. La pintura de l'altar està molt malmesa i s'hi poden veure figures de sants jerarques, així com les escenes L'Últim Sopar, la Comunió dels Apòstols i el Rentat dels Peus.
A causa del fet que en algunes escenes iconogràfiques hi ha inscripcions en grec, el bizantinòleg francès André Grabar va avançar la hipòtesi que l'església va ser pintada pel pintor Gheorghe de Tricala, que va morir a Moldàvia el 1530 i va ser enterrat a l'església de Sant Jordi a Hârlău. Les investigacions posteriors no han confirmat aquesta hipòtesi, amb especialistes que afirmen que gran part del quadre va ser realitzat per un pintor grec expulsat de Constantinoble per l'arribada de Mahoma II. Se suposa que va ser emprat per Esteve el Gran i al seu voltant es va formar l'escola moldava de pintura.

### Necròpolis
Al llarg del temps, diverses persones que van morir als segles xvi i XVII han estat enterrades al nàrtex de l'església. Només queden tres làpides, que tenen inscripcions molt esborrades i parcialment il·legibles. En una de les pedres hi ha una inscripció en llengua eslava que indica que la llosa va ser col·locada a la tomba de "la seva estimada mare, la senyora Cristina Crisoaie de Suceava, que va descansar l'any 7103 el 4 de desembre i va ser enterrada aquí... (en els seus dies) Io Aron Voievod " (1594).
En una altra pedra hi ha una inscripció en eslavó que consta que "aquesta tomba de pedra va ser feta i adornada per la senyora Marghita a la seva mare Protasiia, que reposà l'any 7108 el 12 de setembre" (1599). La inscripció de la tercera pedra no es va poder desxifrar, ja que va quedar completament esborrada.

### Objectes patrimonials
Al patrimoni del monestir de Pătrăuți hi havia un tetraevangeli eslau, escrit l'any 1493 a Suceava per a aquest monestir pel diaca Toader, fill del sacerdot Gavriil. Aquest manuscrit tenia els inicis dels evangelis, així com les inicials, acolorides i daurades. El 1900, aquest manuscrit es trobava a l'església de Fântâna Albă. El rastre d'aquest manuscrit s'ha perdut en el temps.
A la pàgina manuscrita hi ha la nota següent : "La bona voluntat de l'ajuda del Pare i del Fill i la celebració de l'Esperit Sant es va convertir en els quatre Evangelis dies binecinstitorului i cavaller amant de Crist, Io Stephen Prince, príncep de Moldàvia i binecinstitoarei la seva dama Marina, ella, anhelant amb impaciència (per) l'amor (de Crist i) l'amant de les paraules de Crist (ésser), com a zel que va donar i va escriure l'any 7001 i va acabar (en el mes) de setembre, en 30 dies, de donant-se en pregària a l'església, al monestir de Petr (ăuți), on és el patró de l'Exaltació de l'honrada Creu de Déu;
Un altre manuscrit copiat per al monestir de Pătrăuți és "Patrăuțean Codes". Va ser copiat el 1787 pel mestre Manolache i contenia alguns textos litúrgics, alguns fragments del "Saltiri" de Dosoftei, així com detalls sobre la mort de Gregori III Ghica, governant de Moldàvia dues vegades (1764-1767 i 17774-1777). I aquest manuscrit ha desaparegut sense deixar rastre.
L'església encara conserva la Bíblia de Buda, impresa i prologada al segle xviii per Samuil Micu Klein, un volum massiu de més de 5 kg.

## Altres objectius

### Campanar d'espadanya

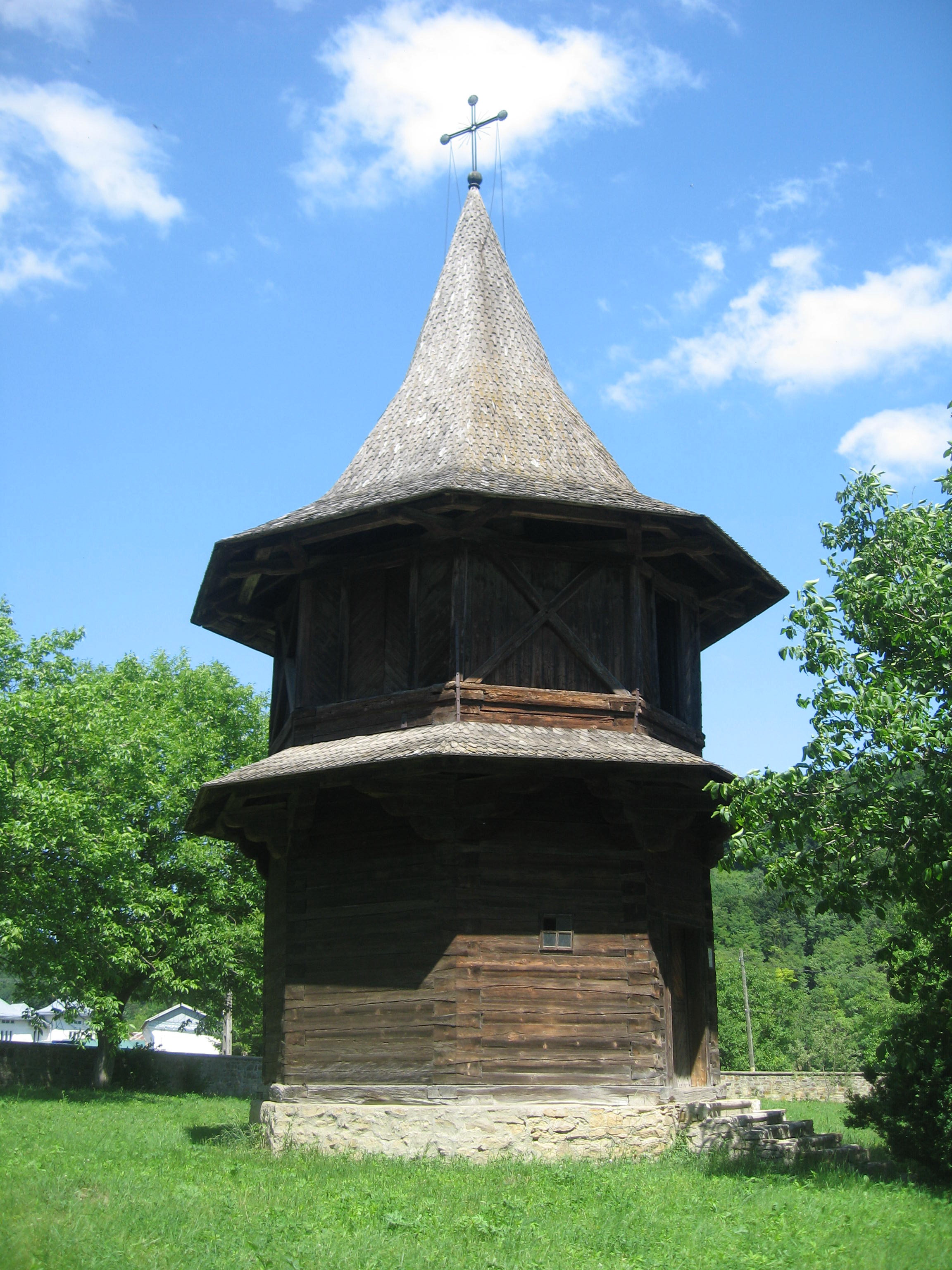
El campanar de fusta

El campanar de l'església "Ascensió de la Santa Creu" de Pătrăuți es va construir l'any 1725, amb la restauració del monestir a principis del segle xviii. El campanar és una construcció de fusta d'un pis, amb influències de Maramureș.
Al terra del campanar hi ha un campanar de fusta i tres campanes de bronze foses a la primera meitat del segle xix pel mestre campaner Mihai Fogoș de Pătrăuți. Les tres campanes també tenen plata en la seva composició. La família Fogoș era famosa al segle xix com a campaners. Les campanes de Pătrăuți són famoses pels seus sons forts, sons que allunyen els núvols de calamarsa. Segons els meteoròlegs, el so de les campanes ressona en una determinada freqüència a l'atmosfera, fet que provoca la dispersió de partícules que formen núvols: aigua, gel, pols, etc.
El campaner de l'església té la tasca de venir a l'estiu, quan els núvols s'apleguen sobre la localitat i de tocar les campanes per trencar els núvols i allunyar la calamarsa. La campana sona abans que comenci la pluja i no es "canta", només es fa. Contínuament, durant 10 minuts, un quart d'hora, mitja hora, fins que els núvols es dispersen. Quan veig venir la tempesta, si hi ha núvols blancs vol dir que el gel batega. Venen ràpidament i toquen les campanes, que se senten a pocs quilòmetres de distància. Quan sonen les campanes, comença el vent, es pot veure com caminen les branques dels arbres. Si les persianes del campanar no estan arreglades, cauen. El vent bufa els núvols i s'emporta la calamarsa més enllà del poble", va dir Ghiță Puiu, el campaner del poble de Pătrăuți.
A l'interior del campanar hi ha una col·lecció de làpides, així com creus de fusta molt antigues amb símbols celtes, utilitzades per a l'enterrament a les Places des de l'antiguitat.

### Taula rodona de pedra
Al cementiri, a pocs metres del mur de migjorn, hi ha també una taula rodona de pedra, que la tradició també atribueix al regnat d'Esteve el Gran. La taula consta de dues grans lloses de pedra, de fet dos hemisferis imperfectes col·locats cap per avall. Al voltant d'aquesta taula hi ha disposades diverses pedres així com cadires. Segons algunes hipòtesis, aquesta taula hauria servit de font d'inspiració per al conjunt estatuari La missa del silenci realitzat per l'escultor Constantin Brâncuși.

### Museu "Casa del sacerdot de Bucovina" a Pătrăuți

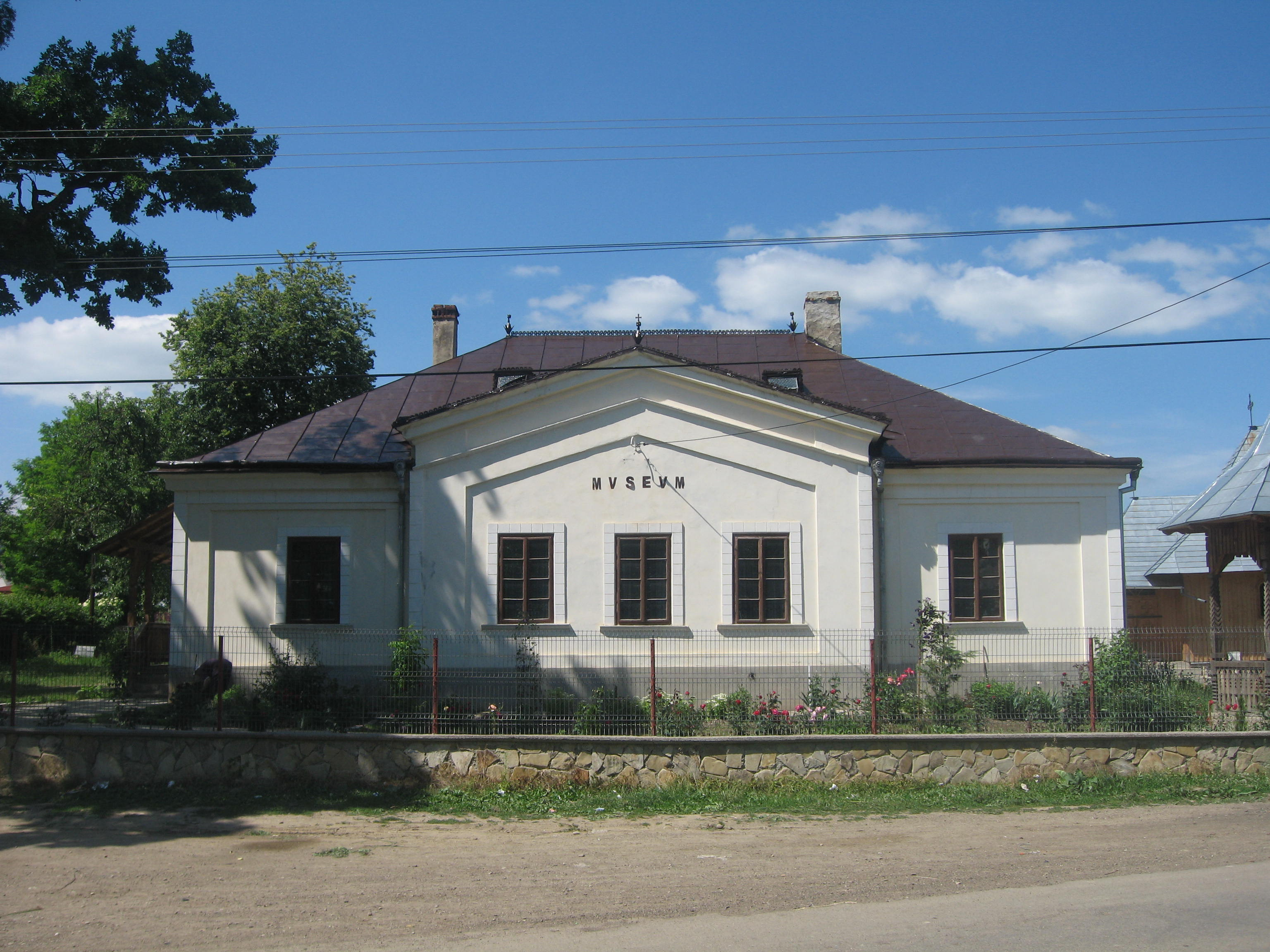
Antiga casa parroquial, avui museu

A finals del segle xviii, després de l'abolició del monestir de Pătrăuți, l'església de l'"Exaltació de la Santa Creu" de Pătrăuți es va convertir en església parroquial. A principis del segle xix, amb l'ajuda financera del Fons de l'Església de Bucovina, es va construir una casa parroquial de maó i pedra a través del camí de l'església. Els sacerdots que van servir a Pătrăuți van viure en aquesta casa durant 200 anys.
Entre 1896 i 1919, en aquesta casa parroquial hi va viure el mossèn Constantin Morariu, un home de cultura bucovina. Durant els seus estudis, Constantin Morariu havia estat secretari de la Societat Acadèmica "Arboroasa", que agrupava la majoria dels estudiants romanesos de la Universitat de Cernăuți i estava dirigida pel compositor Ciprian Porumbescu. La fiscalia de Cernăuți va dissoldre aquesta societat el 15 de novembre de 1877 i els seus dirigents (Ciprian Porumbescu, Constantin Morariu, Zaharie Voronca, Orest Popescu i Eugen Siretean) van ser detinguts acusats de traïció a l'estat austríac per referir-se a la correspondència. que Bucovina era una part truncada de l'antiga Moldàvia. El 3 de febrer de 1878, el Tribunal del Jurat de Cernăuți va absoldre els cinc estudiants romanesos, que van ser posats en llibertat.
Durant la pastoració a Pătrăuți del sacerdot Constantin Morariu, la casa parroquial va ser un punt de trobada dels lluitadors per la unitat de la nació romanesa. Aquí hi van allotjar moltes persones culturals del Regne de Romania, que van visitar la Bucovina en aquella època. Enviat a Bucovina pel ministre Spiru Haret per documentar i escriure un poema sobre Esteve el Gran, el poeta Stephen Octavian Iosif va descriure així l'atmosfera patriòtica de Pătrăuți des de principis del segle xx, així com la casa parroquial, en una carta escrita correctament en aquesta casa:
“L'altre dia vaig passar per Pătrăuți, on hi ha de nou una església, un antic convent de monges, també construït per Ștefan... L'església es troba als peus d'uns turons, just a la capçalera del poble, un lloc estratègic com tots els que Stefan va triar per a esglésies i monestirs. Reiteradament abandonada, l'ermita ha estat abandonada des de fa uns 160 anys, per la qual cosa s'hi poden veure arbres a les seves parets -i a dia d'avui queda una arrel d'arbre a la paret-. Va ser restaurada l'any 1709, i avui és l'única església de les Places, on pastorea el pare Morariu, el meu amfitrió. És un alt, guapo, de barba blanca, una figura imponent, un autèntic apòstol. No estic descrivint la rebuda que em vas fer. N'hi ha prou amb dir que acabava de caure a casa seva i, mentre parlava amb el meu pare, de sobte vaig sentir forts acords de piano a l'habitació del costat: era el seu fill cantant... l'himne reial romanès! Aquesta gent, quan veu un romanès del país, plora d'alegria i no saben entrar-hi lliurement, només per sortir de casa satisfeta. (...) Imagineu-vos una casa parroquial amb estances grans i lluminoses; arreu, una neteja exemplar, una llar d'infants encantadora al davant, al fons, la gran tanca, que porta a un hort meravellós. I tot està en una posició molt pintoresca".
La casa parroquial té una arquitectura d'estil austríac amb un frontó d'època. Consta de set sales grans i altes, amb cinc finestres al costat sud, cap a l'església-monument, i amb un celler adovellat.
La tardor de l'any 2003, per iniciativa i amb l'esforç econòmic del rector Gabriel Herea, es va iniciar la restauració d'aquesta casa, reconstituint l'ambient del segle xix. L'estiu del 2007 s'hi va obrir un museu, que pretén reconstruir fragments de la vida del sacerdot bucovina del segle xix. La casa alberga una rica col·lecció etnogràfica-religiosa, sent reconstruït l'interior de la casa parroquial dels segles XVIII - XIX. Hi ha fotografies fetes per Leca Morariu a Pătrăuți, l'any 1919, així com cartes rebudes pel sacerdot Constantin Morariu de personalitats importants de la cultura romanesa. S'han recuperat i restaurat mobles amb influències austríaques del segle xix.
La primavera de 2009, per iniciativa del mossèn Gabriel Herea, es va col·locar la primera pedra d'un Centre Sociocultural al pati de la casa parroquial. Hi haurà un menjador amb cuina per a pelegrins, i a les golfes hi haurà sales de descans i biblioteca.

## Imatges

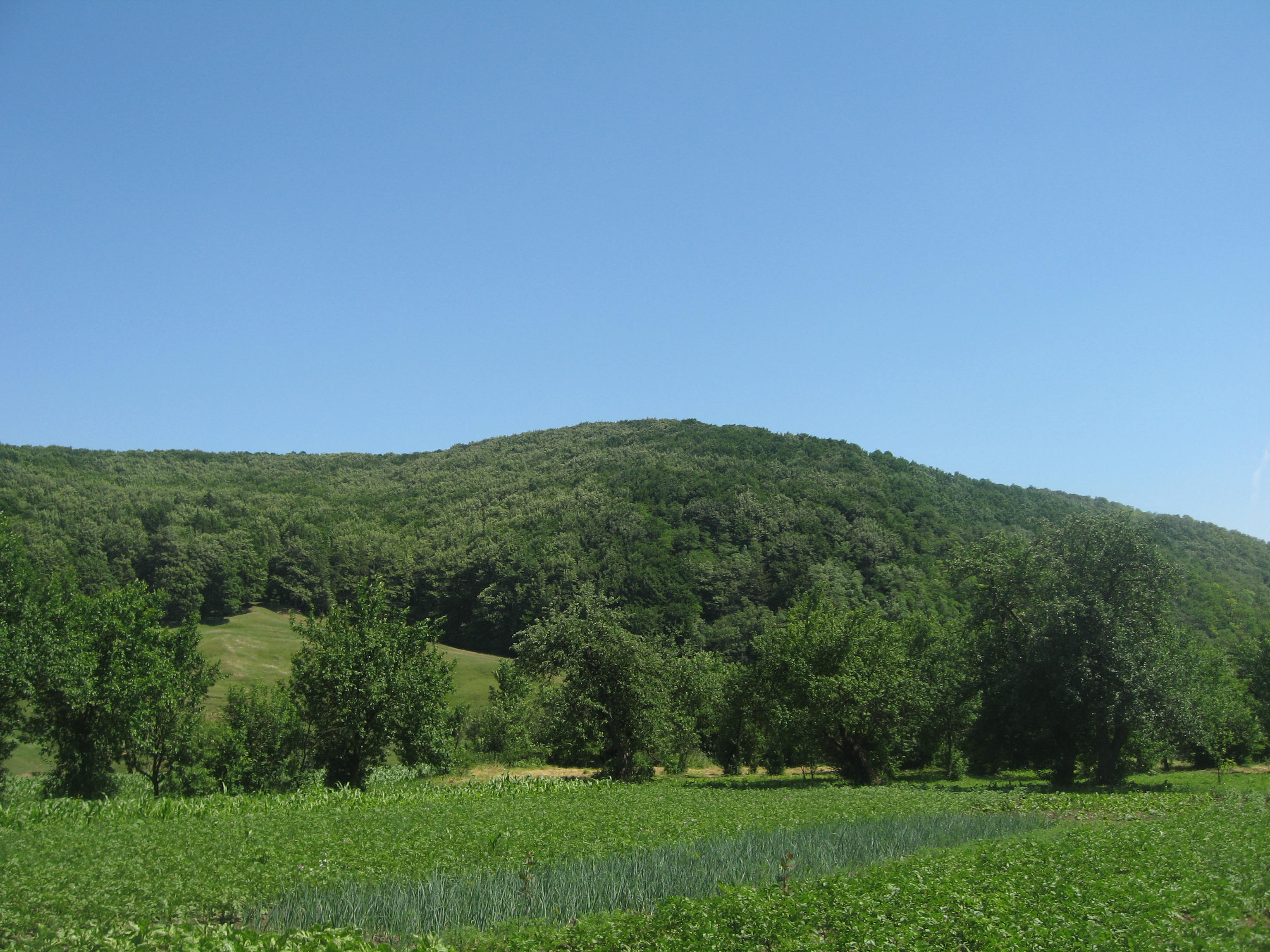
Dealul împădurit din spatele bisericii
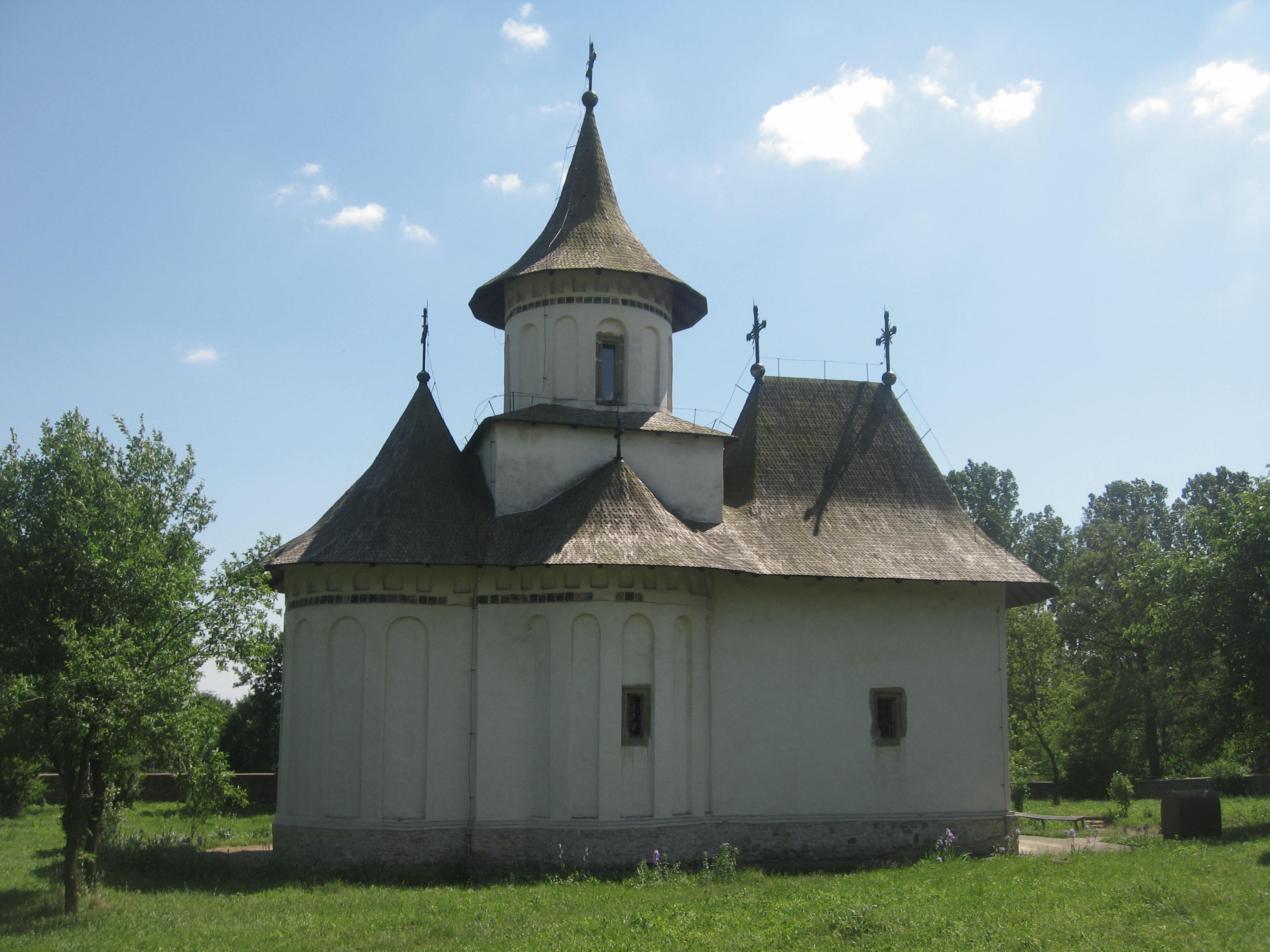
Latura nordică
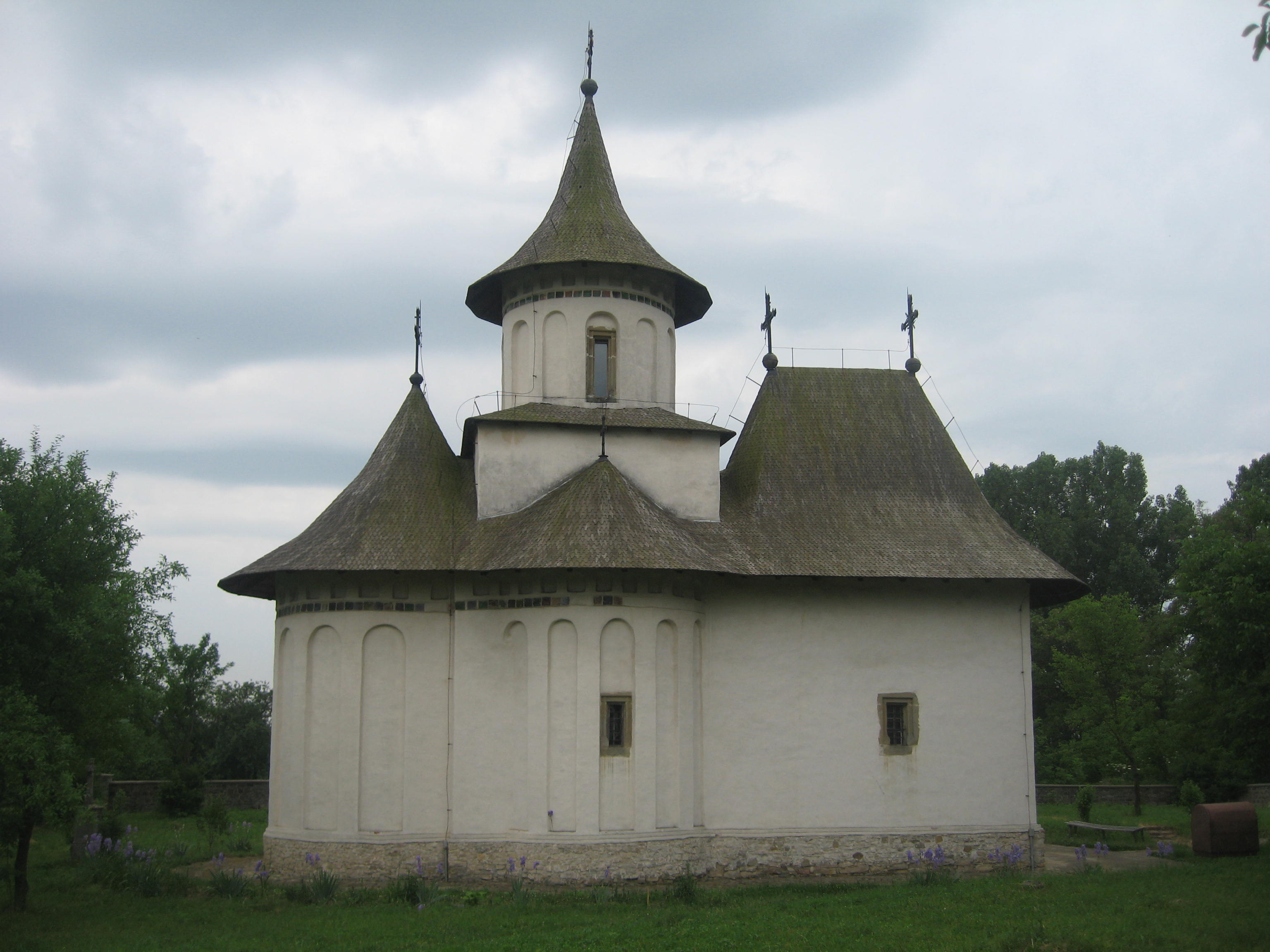
Latura nordică
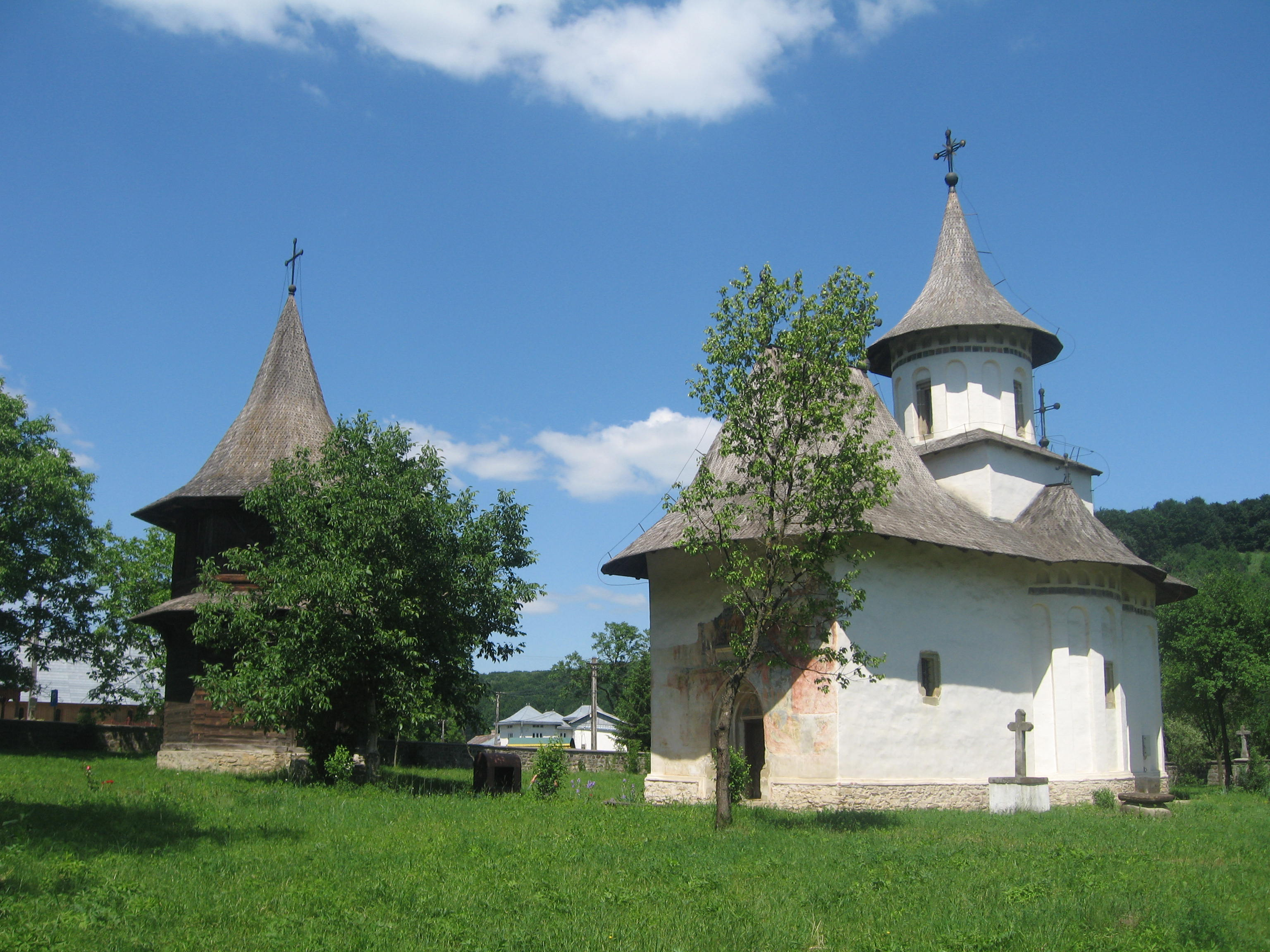
Biserica şi turnul clopotniţă
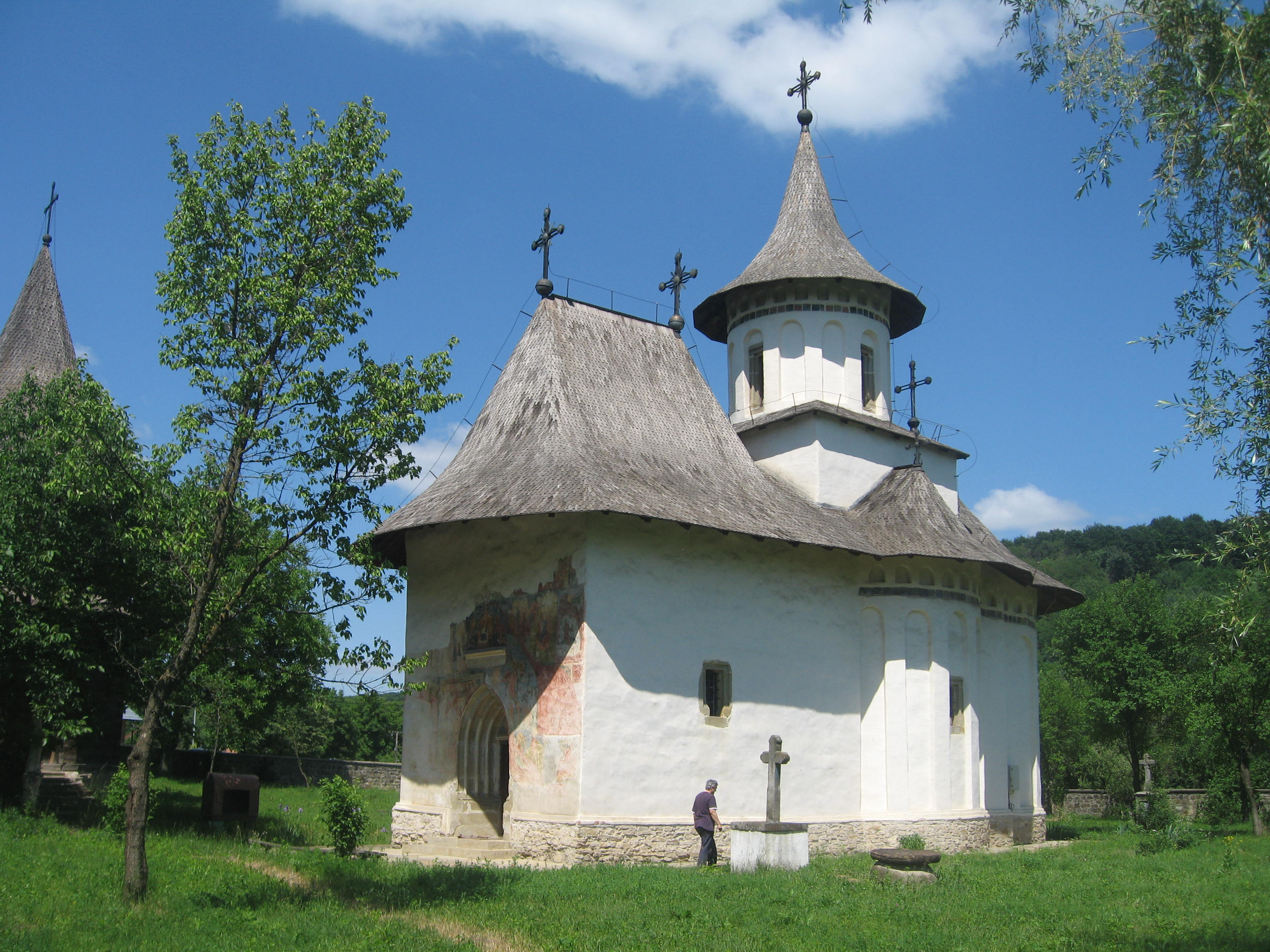
Biserica văzută dinspre sud-vest
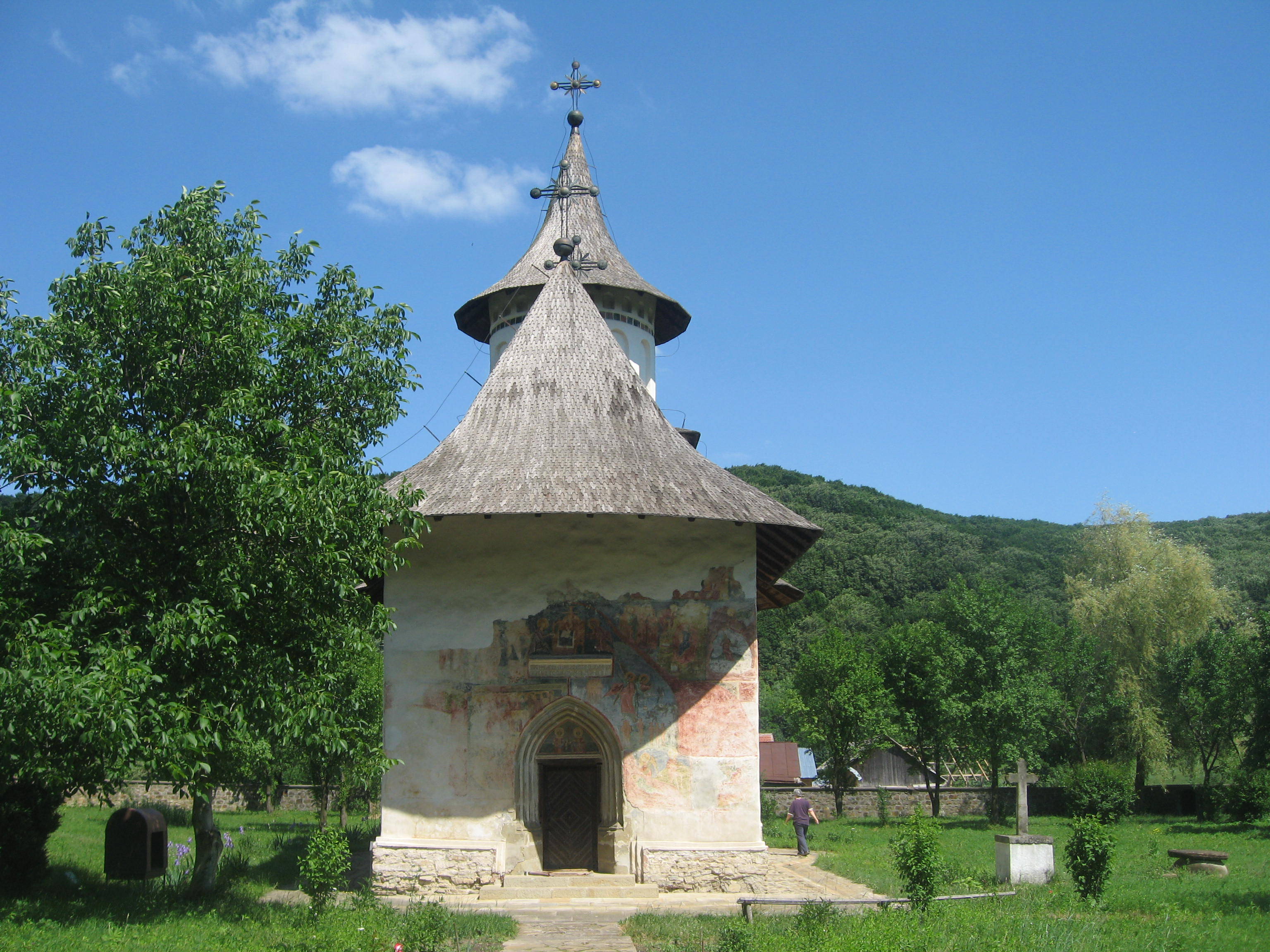
Biserica văzută dinspre vest
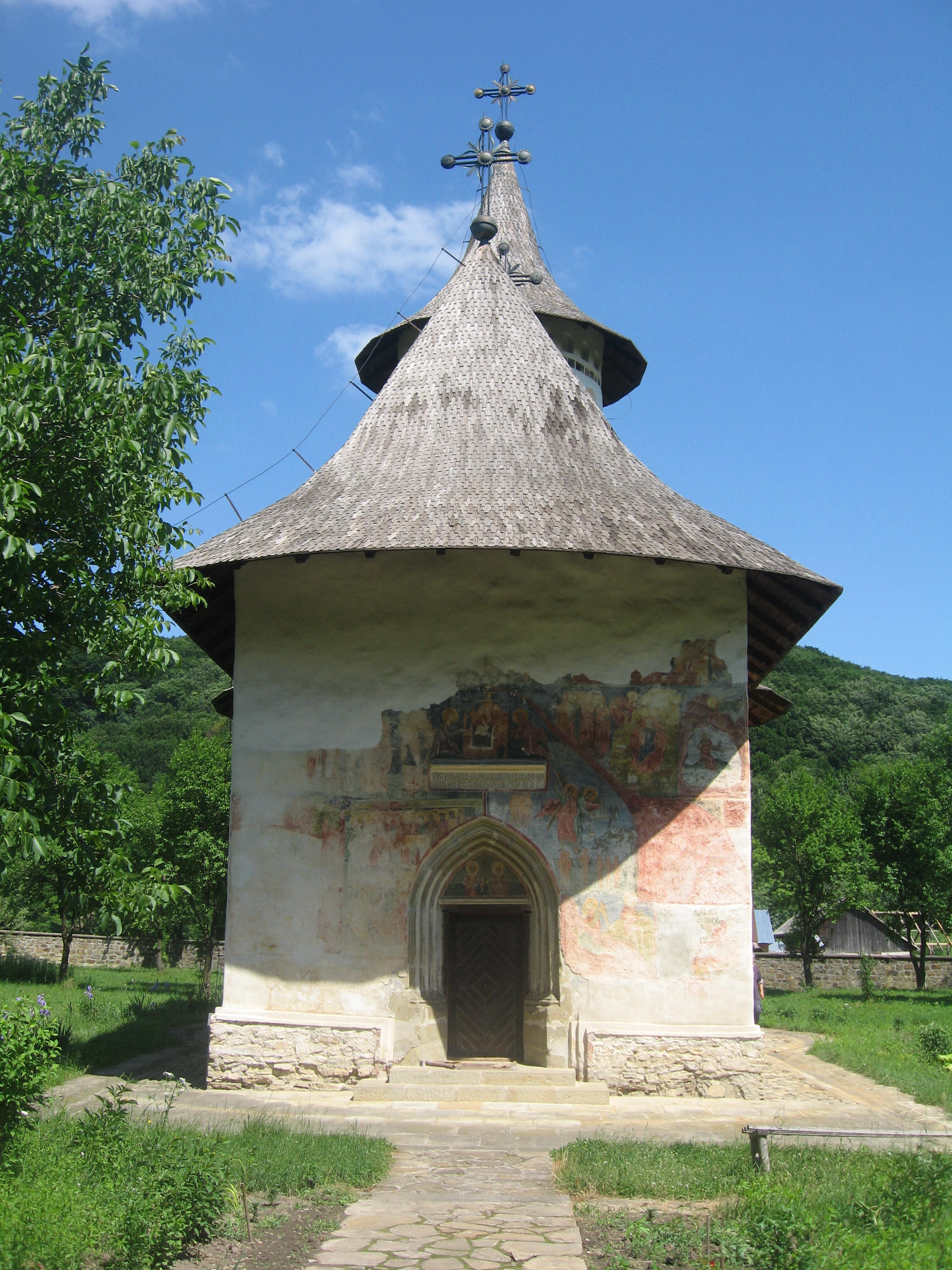
Biserica văzută dinspre vest
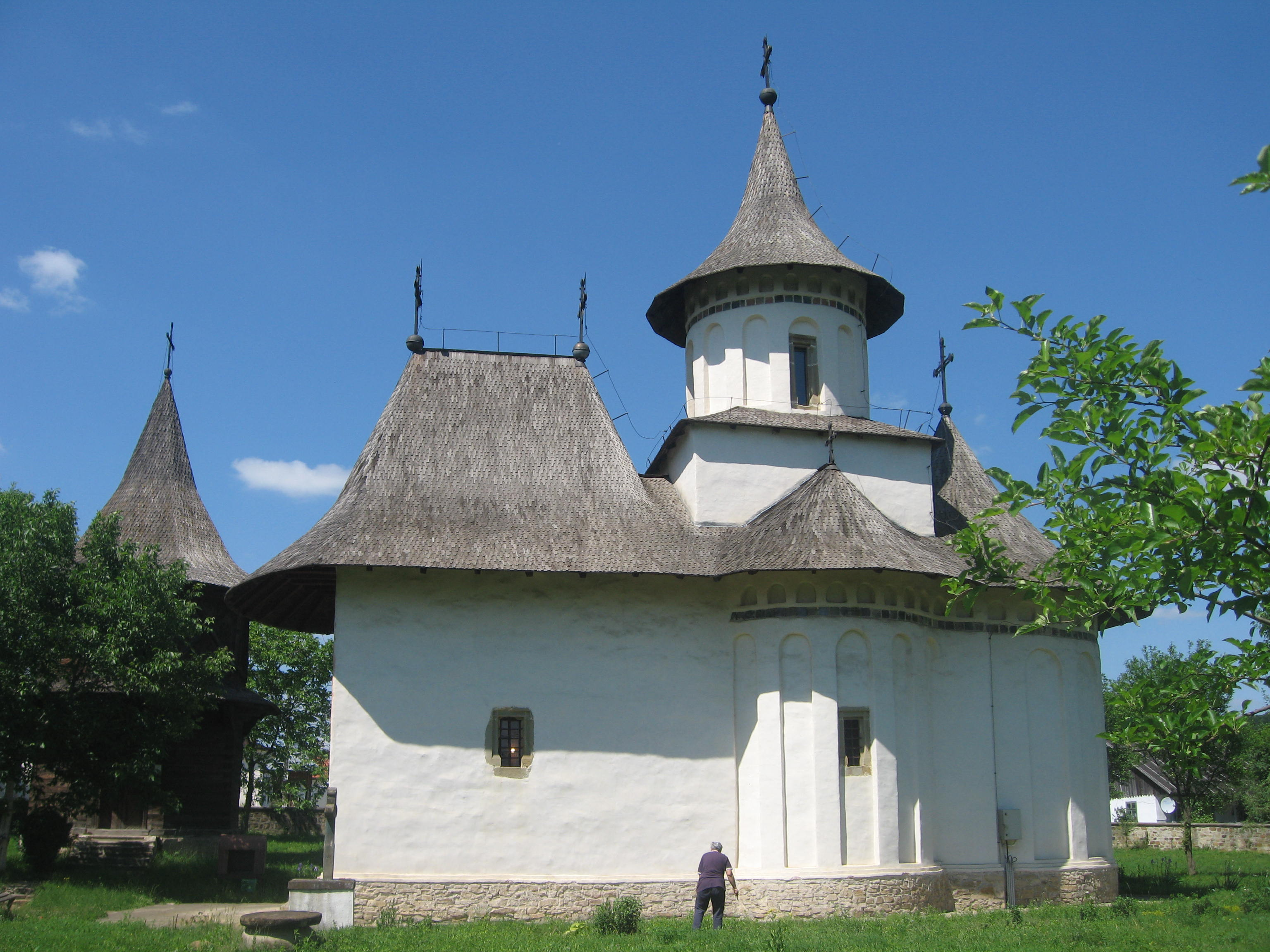
Latura sudică
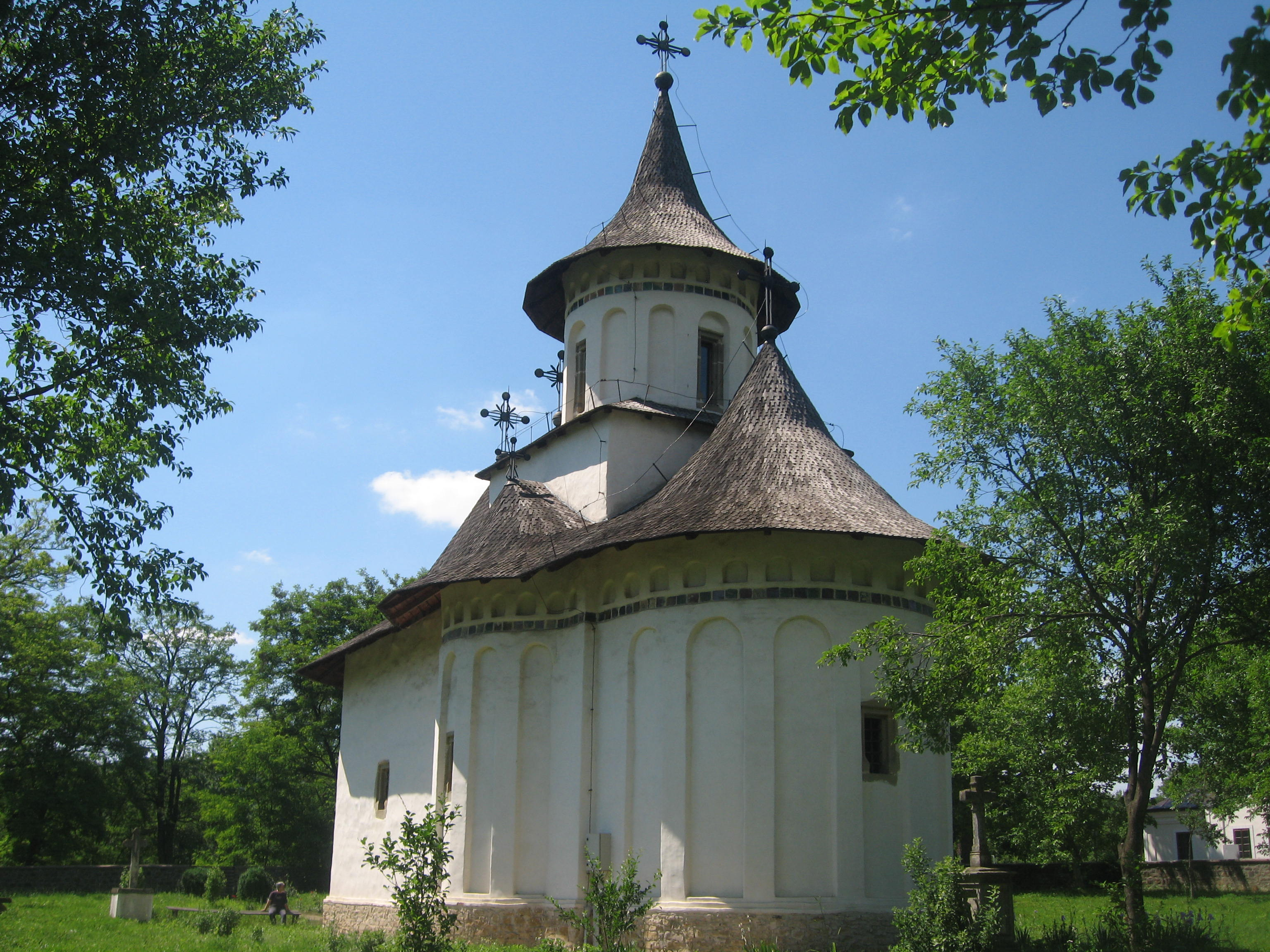
Biserica văzută dinspre sud-est
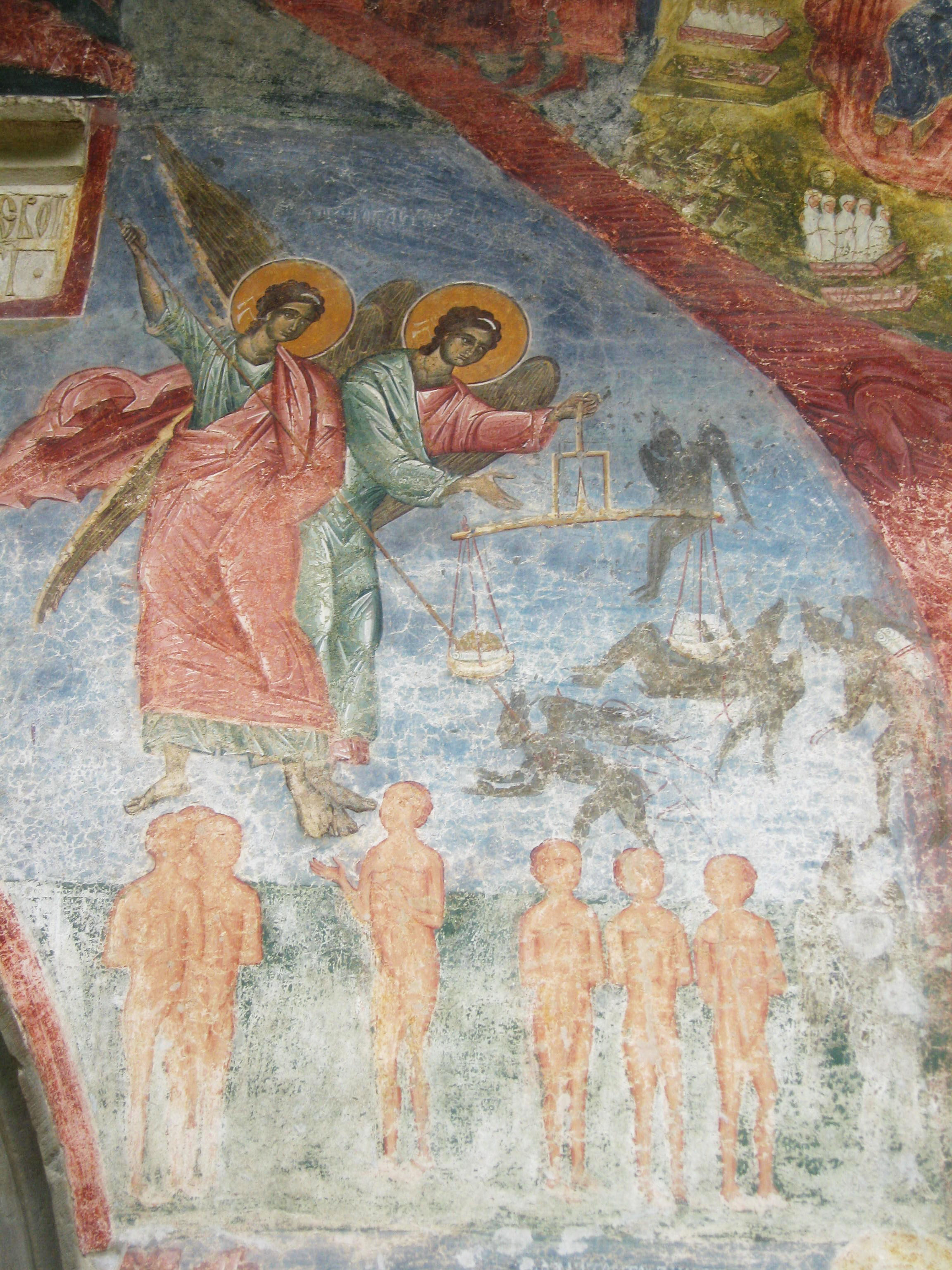
Pictură murală exterioară
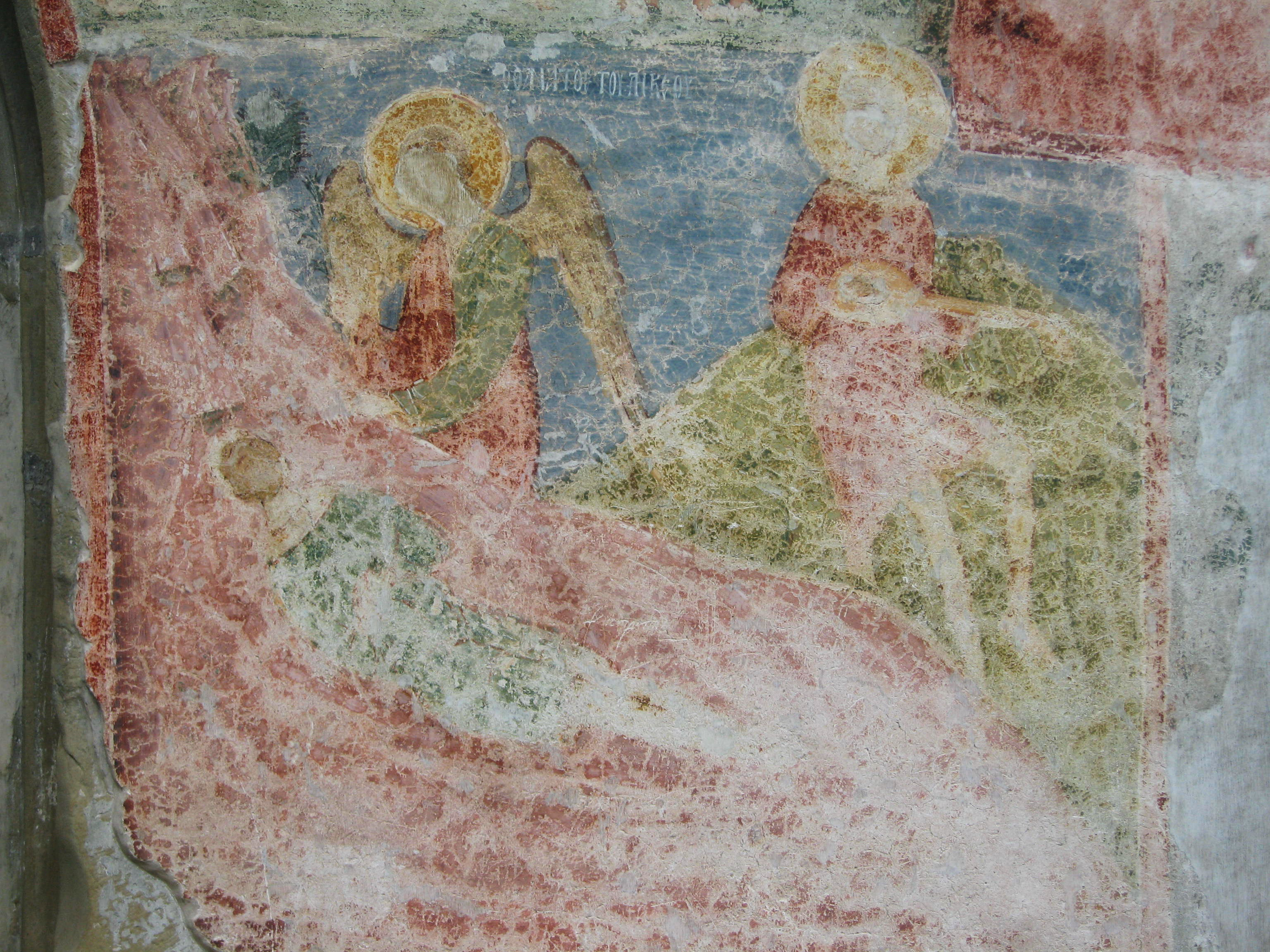
Pictură murală exterioară
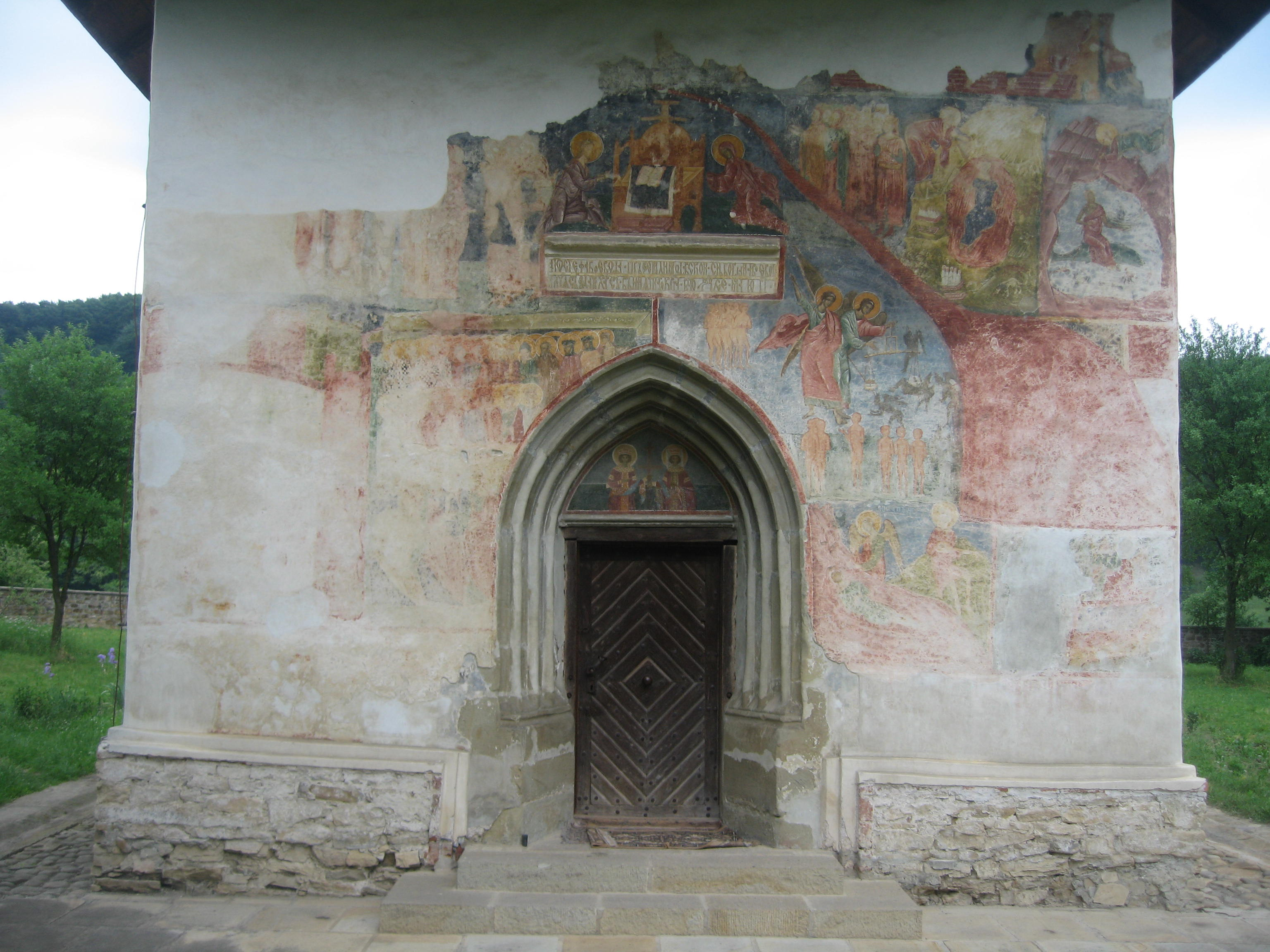
Peretele vestic al bisericii
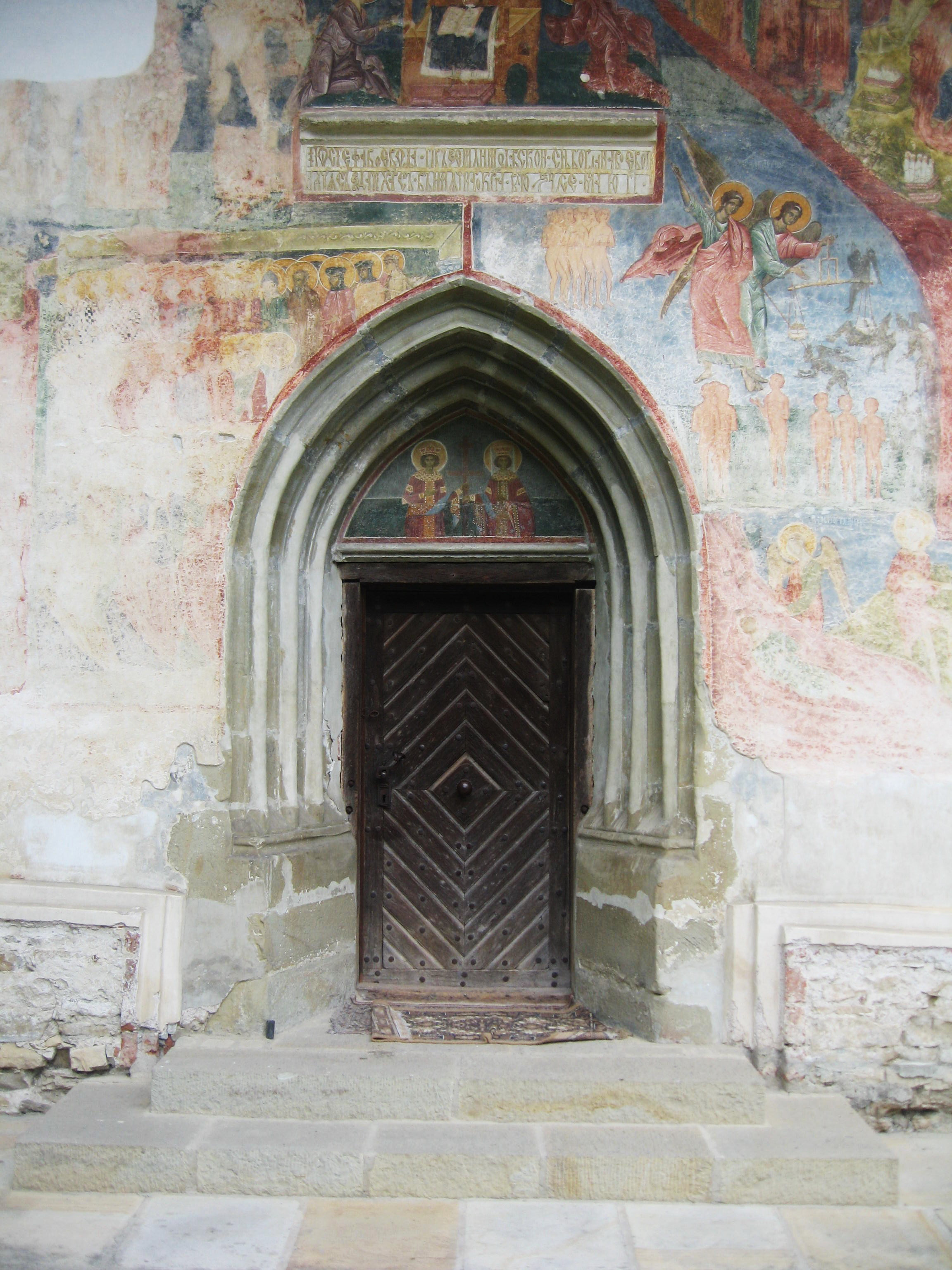
Portalul d'intrare în stil gotic
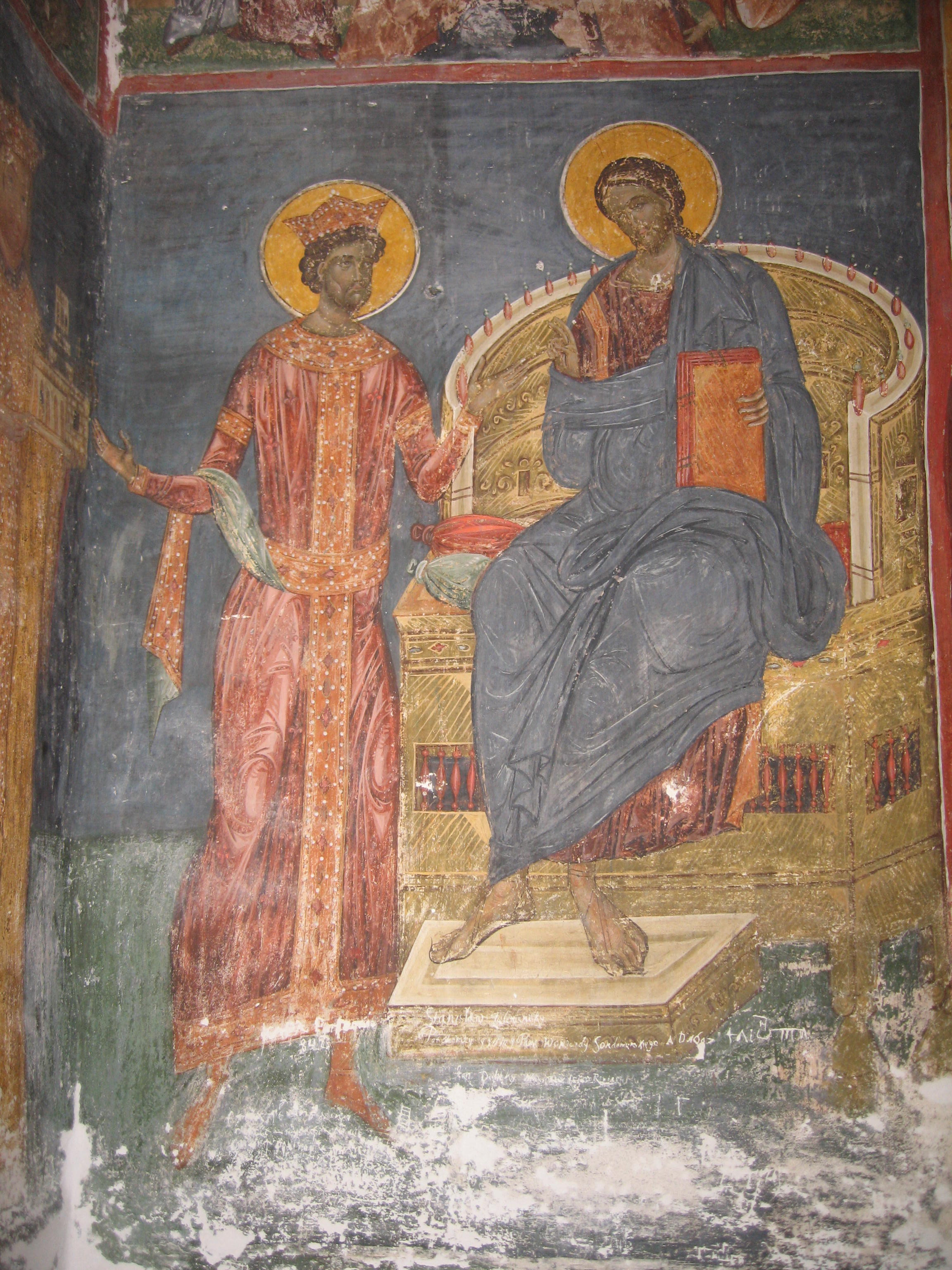
Continuarea tabloului votiv, cu Sf. Împărat Constantin în faţa tronului Mântuitorului
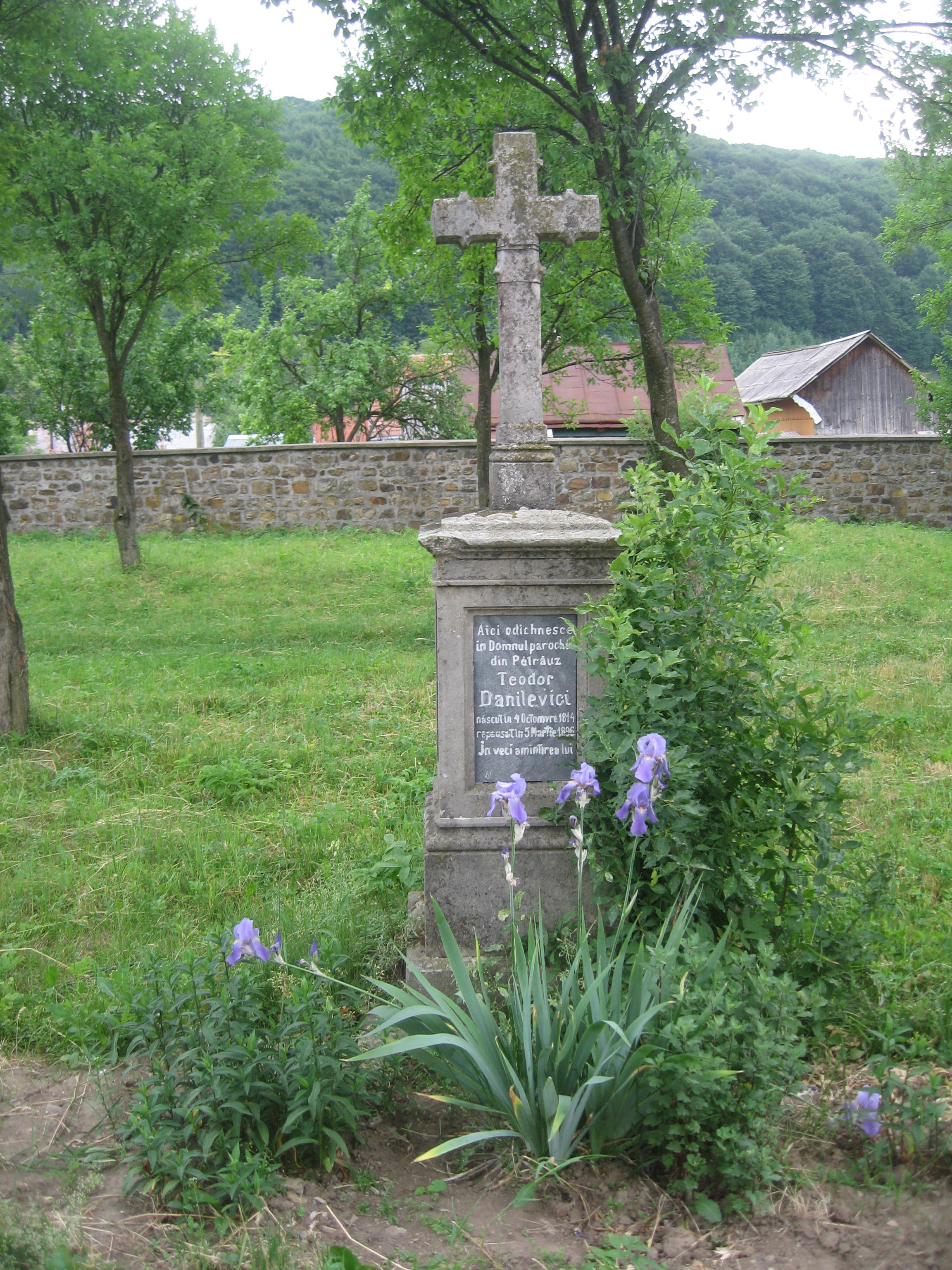
Mormântul preotului Teodor Danilevici (1814-1896) lângă altarul bisericii
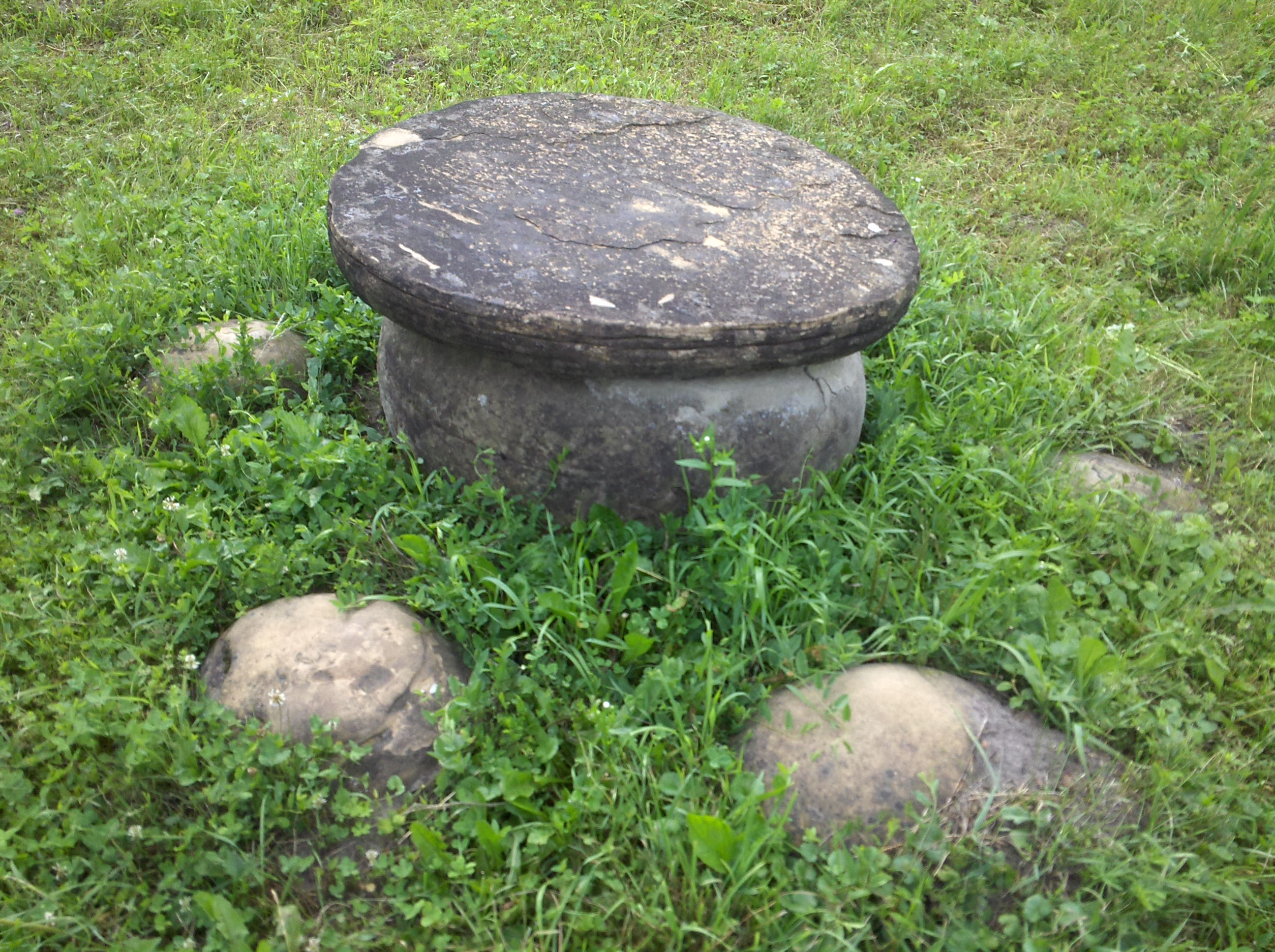
Masă de piatră cu scaune, probabil sursa inspiraţiei lui C. Brâncuşi în crearea Mesei Tăcerii